# Jörgen Almblad
Jörgen Ivar Almblad, född 7 juli 1943 i Sankt Olai församling i Norrköping, död 1 oktober 2014 på Lidingö, var en svensk jurist, känd som åklagare i Palmeutredningen och chef för Rikskriminalpolisen.
Han avlade juristexamen vid Stockholms universitet 1972. Han gjorde därefter tingstjänstgöring åren 1972–1974. Han blev fiskal i Svea hovrätt 1975, gjorde fiskaltjänstgöring 1975–1976, var sakkunnig i Justitiedepartementet 1976–1981 och blev hovrättsassessor 1982. Han var byråchef hos riksåklagaren 1984–1989, ställföreträdande chef för Säpo 1989–1994 och rikskrimchef 1994–1996.
Han var son till redaktören och översättaren Karl-Evert Almblad och Margit, ogift Carlsson. Han gifte sig 1965 med småskolläraren Vanja Carlson (född 1943), dotter till ingenjör Astor Carlson och Henny, ogift du Puy. Från 1985 var Almblad gift med kanslichefen Solveig Rabenius (född 1942), dotter till målarmästaren Hans Rabenius och Valborg, ogift Hedberg.
Jörgen Almblad är gravsatt i minneslunden på Lidingö kyrkogård.